# 598
598 (DXCVIII na numeração romana) foi um ano comum do século VI, do Calendário Juliano, da Era de Cristo, teve início e fim em uma quarta-feira, com a letra dominical E.
| ano completo                        |
| ----------------------------------- |
| Ano comum com início à quarta-feira |